# Henry Hyndman
Henry Mayers Hyndman, född 7 mars 1842 i London, död 22 november 1921 i Hampstead, var en engelsk socialdemokratisk partiledare och författare. 

## Biografi
Hyndman avlade filosofie kandidatexamen vid Cambridges universitet, inträdde på den publicistiska banan och var 1866 korrespondent för Pall Mall Gazette från krigsskådeplatsen i Italien. Sedermera företog han vidsträckta resor i Förenta staterna och Australien samt skrev ett par uppseendeväckande böcker om indiska förhållanden. 
Under 1880-talets första år tog han livlig del i den irländska landligans agitation och, påverkad av Karl Marx, övergick han till socialismen. Genom hans ansträngningar bildades 1881 Social Democratic Federation, senare kallad Social Democratic Party, som med hänsyn till ekonomiska teorier representerar den ortodoxt marxistiska socialismen.
För detta parti stod Hyndman som, arvtagare till en avsevärd förmögenhet, kunde helt och hållet ägna sig åt socialismens sak, sedan i spetsen. Han var också grundläggare av och främste medarbetare i partiets organ, Justice. Han spelade en bemärkt roll under de arbetslösas starka rörelser 1886–1887 och blev, i likhet med John Burns, åtalad men blev, i olikhet med denne, frikänd. 
Hyndman var också en av de ivrigaste deltagarna i agitationen för boerna. Han strävade för tillkomsten av den nya socialistiska "internationalen" och var jämte Keir Hardie engelsk ledamot i den internationella socialistiska byrån. Gång på gång uppställde han sig som parlamentskandidat, men utan framgång. 
Bland Hyndmans många arbeten kan nämnas Historical Basis of Socialism in England (1883), Commercial Crises of the Nineteenth Century (1892) och Economics of Socialism (1896).